# 고새류
고새류 또는 고새목(Architectibranchia)은 해양 달팽이 분류군의 하나이며, 복족류 연체동물이다. 원래는 비자고둥상과와 두툼입술고둥상과 그리고 디아파나상과를 포함하는 분류군으로 만들어졌다.

## 2005년 분류
2005년의 부쉐와 로크루아의 복족류 분류는 고새류를 사용하지 않았으며, 이 분류명은 적격명(available name)의 하나로 등록되었다.

## 2009년 분류
고새류(Architectibranchia)는 2009년 말라키아스(Malaquias)와 그의 공저자들에 의해 복권되었으며, 비자고둥상과와 두툼입술고둥상과만을 포함하는 분류군으로 한정했다.
아래는 고새류(Architectibranchia)에 포함된 5개 과이다.
- 고새류 (Architectibranchia)[3]
  - 비자고둥과 (Acteonidae)[3]
  - Aplustridae[3]
  - Bullinidae[3]
  - 두툼입술고둥과 (Ringiculidae)[3]
  - Notodiaphanidae[3]

## 2010년 분류
2010년 요르거(Jörger)와 그의 공저자들은 분자생물학적 분석을 통해서 고새류(Architectibranchia) 분류군이 분명하지 않다고 밝혔다. 고새류 구성원 중 일부가 포함된 비자고둥상과(Acteonoidea)는 하이새류로 옮겨졌다.